# Suzuki Swift Sport Cup
De Suzuki Swift Sport Cup was een tourwagenkampioenschap in Nieuw-Zeeland. Het was vergelijkbaar met de Suzuki Swift Cup in Nederland. De klasse bestond tussen 2008 en 2012 en WERD georganiseerd door MotorSport New Zealand.
De Suzuki Swift Sport komt van Suzuki importeur Wingers. Verder is deze auto nagenoeg standaard. Er zijn enkele veiligheidsaanpassingen gedaan, zoals een rolkooi. De auto heeft 125pk. De auto voldoet aan de FIA Groupe N reglementen.

## Kampioenen
| Jaar      | Coureur        |
| --------- | -------------- |
| 2007/2008 | Cody McMaster  |
| 2008/2009 | Cody McMaster  |
| 2009/2010 | William Bamber |
| 2010/2011 | Dane Fisher    |
| 2011/2012 | AJ Lauder      |